# Biatlon op de Olympische Winterspelen 2018 – estafette vrouwen
De 4×6 kilometer estafette voor vrouwen tijdens de Olympische Winterspelen 2018 vond plaats op 22 februari 2018 in het Alpensia Biathlon Centre in Pyeongchang. Regerend olympisch kampioen was Oekraïne.

## Tijdschema
| Datum       | Lokale tijd | MET   |
| ----------- | ----------- | ----- |
| 22 februari | 20:15       | 12:15 |

## Uitslag
| Rang   | Bib | Land                                                                             | Tijd                                      | Straf (L+S)                              | Achterstand |
| ------ | --- | -------------------------------------------------------------------------------- | ----------------------------------------- | ---------------------------------------- | ----------- |
| Goud   | 10  | Wit-Rusland Nadezjda Skardino Iryna Krjoeko Dzinara Alimbekava Darja Domratsjeva | 1:12:03.4 17:35.2 18:08.2 18:52.4 17:27.6 | 0+3 0+6 0+0 0+2 0+1 0+0 0+2 0+1 0+0 0+3  | –           |
| Zilver | 3   | Zweden Linn Persson Mona Brorsson Anna Magnusson Hanna Öberg                     | 1:12:14.1 17:35.1 19:16.8 18:25.9 16:56.3 | 0+7 0+5 0+2 0+2 0+3 0+3 0+2 0+0 0+0 0+0  | +10.7       |
| Brons  | 2   | Frankrijk Anaïs Chevalier Marie Dorin Habert Justine Braisaz Anaïs Bescond       | 1:12:21.0 17:20.8 18:25.6 18:40.6 17:54.0 | 0+6 0+8 0+1 0+2 0+1 0+1 0+3 0+3 0+1 0+2  | +17.6       |
| 4      | 7   | Noorwegen Synnøve Solemdal Tiril Eckhoff Ingrid Landmark Tandrevold Marte Olsbu  | 1:12:33.1 17:09.8 18:49.5 19:18.9 17:14.9 | 0+2 3+10 0+0 0+1 0+1 1+3 0+1 2+3 0+0 0+3 | +29.7       |
| 5      | 17  | Slowakije Paulína Fialková Anastasiya Kuzmina Terézia Poliaková Ivona Fialková   | 1:12:41.8 17:07.8 18:30.5 18:59.4 18:04.1 | 0+3 1+6 0+1 0+0 0+1 1+3 0+1 0+1 0+0 0+2  | +38.4       |
| 6      | 8   | Zwitserland Elisa Gasparin Lena Häcki Selina Gasparin Irene Cadurisch            | 1:12:46.9 17:32.8 18:15.5 18:56.7 18:01.9 | 0+8 0+8 0+1 0+0 0+3 0+2 0+2 0+3          | +43.5       |
| 7      | 9   | Polen Monika Hojnisz Magdalena Gwizdoń Krystyna Guzik Weronika Nowakowska        | 1:12:47.0 17:29.3 18:18.6 18:30.8 18:28.3 | 1+7 0+7 0+1 0+2 0+1 0+1 1+3 0+1 0+2 0+3  | +43.6       |
| 8      | 1   | Duitsland Franziska Preuß Denise Herrmann Franziska Hildebrand Laura Dahlmeier   | 1:12:57.3 17:49.6 19:07.4 18:33.9 17:26.4 | 1+3 2+8 0+0 1+3 1+3 0+1 0+0 0+1          | +53.9       |
| 9      | 5   | Italië Lisa Vittozzi Dorothea Wierer Nicole Gontier Federica Sanfilippo          | 1:13:07.5 16:49.0 18:47.4 18:55.0 18:36.1 | 2+7 2+6 0+1 0+0 2+3 0+0 0+3 1+3 0+0 1+3  | +1:04.1     |
| 10     | 11  | Canada Sarah Beaudry Julia Ransom Emma Lunder Rosanna Crawford                   | 1:13:36.8 18:04.0 18:27.7 19:09.6 17:55.5 | 1+4 0+7 0+0 0+3 1+3 0+0 0+1 0+1          | +1:33.4     |
| 11     | 4   | Oekraïne Iryna Varvynets Vita Semerenko Joelia Dzjyma Anastasia Merkoesjyna      | 1:13:44.8 18:30.9 19:15.4 17:38.7 18:19.8 | 0+3 2+7 0+0 1+3 0+1 0+1 0+2 0+0          | +1:41.4     |
| 12     | 6   | Tsjechië Eva Puskarčíková Jessica Jislová Markéta Davidová Veronika Vítková      | 1:13:59.7 17:21.4 19:56.1 18:57.9 17:44.3 | 0+1 4+10 0+1 0+2 0+0 2+3 0+0 0+2         | +1:56.3     |
| 13     | 18  | Verenigde Staten Susan Dunklee Clare Egan Joanne Reid Emily Dreissigacker        | 1:14:05.3 16:56.6 18:42.4 19:01.1 19:25.2 | 1+5 0+5 0+0 0+1 0+0 0+0 1+3 0+1 0+2 0+3  | +2:01.9     |
| 14     | 14  | Kazachstan Galina Visjnevskaja Darya Klimina Alina Raikova Olga Poltoranina      | 1:14:18.0 17:50.2 19:54.3 18:28.3 18:05.2 | 0+2 1+7 0+0 0+3 0+1 1+3 0+1 0+1 0+0 0+0  | +2:14.6     |
| 15     | 13  | Finland Laura Toivanen Kaisa Mäkäräinen Mari Laukkanen Venla Lehtonen            | 1:14:37.2 17:36.8 17:45.4 20:09.2 19:05.8 | 0+6 2+7 0+1 0+0 0+0 0+2 0+2 2+3 0+3 0+2  | +2:33.8     |
| 16     | 16  | Bulgarije Emilia Yordanova Daniela Kadeva Stefani Popova Desislava Stoyanova     | 1:14:38.0 18:24.4 18:33.2 19:27.6 18:12.8 | 1+3 1+6 0+0 1+3 0+0 0+1 1+3 0+1 0+0 0+1  | +2:34.6     |
| 17     | 12  | Japan Fuyuko Tachizaki Sari Furuya Rina Mitsuhashi Yurie Tanaka                  | 1:15:47.7 17:51.6 19:50.2 18:40.0 19:25.9 | 0+2 2+7 0+0 0+2 0+1 2+3 0+1 0+0 0+0 0+2  | +3:44.3     |
| 18     | 15  | Zuid-Korea Anna Frolina Ekaterina Avvakumova Mun Ji-hee Ko Eun-jung              | 1:20:20.6 20:32.3 18:33.9 19:24.5 21:49.9 | 0+5 6+11 0+2 4+3 0+1 0+2 0+1 1+3         | +8:17.2     |